# Davidova stezka
Davidova stezka je naučná stezka v okrese Karlovy Vary věnovaná odkazu zdejšího rodáka, významného vědce, geodeta a astronoma, Aloise Martina Davida. Její délka je 33,0 kilometrů.
Okružní trasa od roku 2011 spojuje Klášter Teplá, klášterní hřbitov s Davidovým hrobem, jeho rodiště Dřevohryzy s památníkem, zříceniny jeho astronomické observatoře na Branišovském vrchu s Vidžínem, kam David docházel do školy.